# Japonia na Zimowych Igrzyskach Paraolimpijskich 2010
Reprezentacja Japonii na Zimowe Igrzyska Paraolimpijskie 2010 liczyła 42 reprezentantów w 5 dyscyplinach.

## Kadra

### Narciarstwo alpejskie

#### Mężczyźni
- Shinji Inoue
- Akira Kano
- Gakuta Koike
- Hiraku Misawa
- Taiki Morii
- Kenji Natsume
- Takeshi Suzuki
- Akira Taniguchi
- Masahiko Tokai
- Mitsufumi Yamamoto
- Takanori Yokosama

#### Kobiety
- Tatsuko Aoki
- Kuniko Obinata
- Yoshiko Tanaka